# 弁州
弁州（辯州、べんしゅう）は、中国にかつて存在した州。唐代から北宋初年にかけて、現在の広東省化州市一帯に設置された。

## 概要
623年（武徳6年）、唐により羅州石竜県の地に南石州が置かれた。635年（貞観9年）、南石州は弁州と改められた。742年（天宝元年）、弁州は陵水郡と改称された。758年（乾元元年）、陵水郡は弁州の称にもどされた。弁州は嶺南道の容管十州に属し、石竜・陵羅・竜化の3県を管轄した。904年（天祐元年）、弁州が汴州と音が似ていて紛らわしいという理由で、朱全忠は弁州を勲州と改めさせた。
五代十国の南漢のとき、勲州は弁州の称にもどされた。
980年（太平興国5年）、北宋により弁州は化州と改称された。